# International Racing Engineering
No confundir con Industrias Reunidas Españolas, con quien comparte el acrónimo IRESA
International Racing Engineering, también conocida como IRESA es una compañía española fundada en 1970 para la fabricación de componentes de competición para automóviles con base en Lleida. En 1974 fabricó varias unidades de un vehículo destinado exclusivamente a la competición.

## Torralba-IRESA
El Torralba-IRESA, siendo Torralba el apellido de su creador, fue una barchetta diseñada para las competiciones de subida en cuesta. Estaban construidos sobre un chasis tubular y equipados con motores SEAT de 2 L de cubicaje y dos árboles de levas modificados para conseguir un mejor rendimiento y pesaban unos 450 kilogramos en vacío. Se construyeron un total de 6 unidades, quedando alguna todavía en activo. Otra unidad se encuentra expuesta en el Museo de Salvador Claret, en Sils.
Sitio oficial